# Lazkao

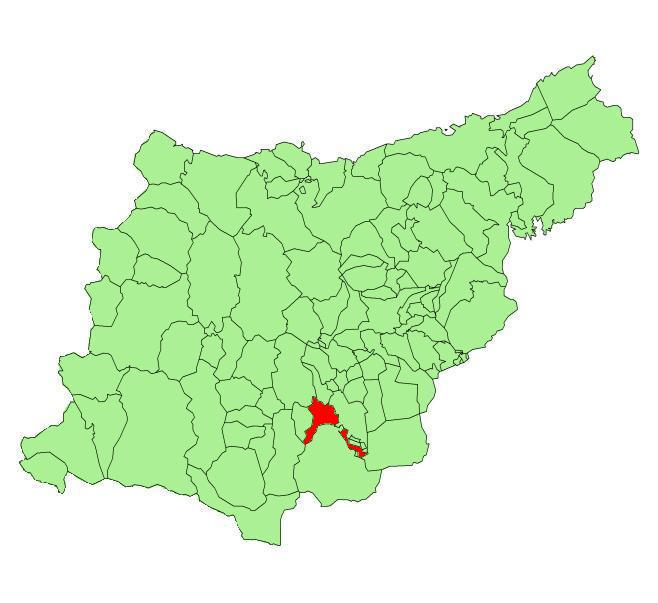
Localização de Lazkao

Lazkao é um município da Espanha na província de Guipúscoa, comunidade autónoma do País Basco, de área 11,37 km² com população de 5409 habitantes (2004) e densidade populacional de 444,60 hab/km².

## Demografia
| Variação demográfica do município entre 1991 e 2004 | Variação demográfica do município entre 1991 e 2004 | Variação demográfica do município entre 1991 e 2004 | Variação demográfica do município entre 1991 e 2004 |
| --------------------------------------------------- | --------------------------------------------------- | --------------------------------------------------- | --------------------------------------------------- |
| 1991                                                | 1996                                                | 2001                                                | 2004                                                |
| 5037                                                | 4902                                                | 4920                                                | 5064                                                |